# Pandoro

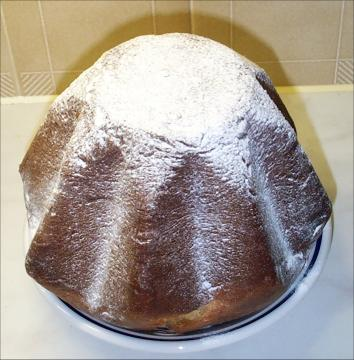
Zelfgemaakte pandoro

Pandoro is een Italiaanse cake die als nagerecht gegeten wordt. De cake wordt vooral gegeten na het kerstdiner.

## Geschiedenis
De naam pandoro komt van pan d'oro, oftewel brood van goud. Pandoro werd al in de 18e eeuw beschreven. De cake kwam voor in de hogere kringen van Venetië. Het werd een eeuw later de specialiteit van Verona, waar de receptuur werd verfijnd. Op 30 oktober 1894 kreeg Domenico Melegatti een patent op de procedure om pandoro machinaal te maken.
Voor de 18e eeuw werden pandoro en andere cakes gemaakt op basis van bloem, eieren, suiker en boter alleen voor rijke mensen gemaakt. Eenvoudige mensen aten alleen donker brood. 
De cake kan effen gekleurd zijn, maar er kunnen ook rozijnen of andere gedroogde vruchten worden toegevoegd. Met vruchten wordt de cake panettone genoemd, een specialiteit uit Milaan.